# Перфетти, Коул
Коул Перфетти (англ. Cole Perfetti; род. 1 января 2002, Уитби, Онтарио, Канада) — канадский хоккеист, нападающий клуба НХЛ «Виннипег Джетс». Чемпион мира 2021 года.

## Карьера

### Юниорская
Коул начинал хоккейную карьеру в юниорских командах города Уитби, в котором он родился. В 2018 году он был выбран на драфте Хоккейной лиги Онтарио клубом Сагино Спирит. Он закончил сезон 2018―2019 с 74 (37+37) очками в 63 играх. В сезоне 2019―2020 Коул набрал 111 очков (37+74) в 61 игре.
На драфте НХЛ 2020 года Перфетти был выбран клубом «Виннипег Джетс» в первом раунде под общим десятым номером, после чего он подписал с клубом трёхлетний контракт новичка.

### Профессиональная
После подписания контракта Коул присоединился к фарм-клубу «Виннипег Джетс» «Манитоба Мус». За эту команду Коул дебютировал в АХЛ 15 февраля 2021 года в матче против «Торонто Марлис», где он забил свой первый гол в профессиональной лиге, но «Манитоба Мус» проиграли матч со счётом 2-3. Всего за сезон Коул набрал 26 очков (9+17) в 32 матчах.
В НХЛ Коул дебютировал 13 октября 2021 года в матче против «Анахайм Дакс», который «Виннипег Джетс» проиграли 1-4. Первый гол в НХЛ он забил 18 января 2022 года в матче против «Вашингтон Кэпиталз», который «Джетс» также проиграли в овертайме 3-4. 
24 сентября 2024 года Перфетти подписал новых двухлетний контракт с «Виннипег Джетс» на сумму $6,5 млн.
Первый хет-трик в НХЛ Коул сделал 24 января 2025 года в матче против «ХК Юта», который «Джетс» выиграли 5-2.

### Международная
Принимал участие в мировом кубке вызова 2018, играл за «белую» сборную Канады (Канада традиционно выставляет на турнир 3 команды). Он набрал 9 (2+7) очков в 5 играх.
Играл за сборную Канады на Кубке Глинки / Гретцки 2019. Он стал самым результативным игроком турнира, набрав 12 (5+7) очков за 5 матчей, и установив новый рекорд турнира по количеству набранных очков. Сборная Канады заняла второе место на турнире.
Был включен в состав и играл за молодежную сборную Канады на молодежном чемпионате мира 2021. Он набрал 6 (2+4) очков в 7 играх, а сборная Канады заняла второе место на турнире.
В 2021 году Коул также дебютировал и в составе взрослой сборной Канады на чемпионате мира по хоккею с шайбой 2021. В 10 играх он набрал 2 (2+0) очка, забив голы сборным Казахстана и Италии. Сборная Канады заняла первое место на турнире.

## Игровая манера
В характеристиках, выдаваемых агентами игрокам перед драфтом НХЛ, Перфетти описывался как игрок с высоким игровым интеллектом, по игровой манере похожий на Никиту Кучерова. Крейг Баттон описывал его как «крайнего левого нападающего высокого уровня, похожего на Артемия Панарина». Генеральный менеджер «Джетс» Кевин Чевелдэйофф отмечал его креативность и способность манипулировать защитниками противника.

## Статистика

### Клубная карьера
| 2018–19   | Сагино Спирит  | ОХЛ       | 63  | 37 | 37 | 74  | 10 | 16 | 8 | 6 | 14 | 4 |
| 2019–20   | Сагино Спирит  | ОХЛ       | 61  | 37 | 74 | 111 | 16 | —  | — | — | —  | — |
| 2020–21   | Манитоба Мус   | АХЛ       | 32  | 9  | 17 | 26  | 2  | —  | — | — | —  | — |
| 2021–22   | Виннипег Джетс | НХЛ       | 18  | 2  | 5  | 7   | 0  | —  | — | — | —  | — |
| 2021–22   | Манитоба Мус   | АХЛ       | 17  | 6  | 9  | 15  | 2  | —  | — | — | —  | — |
| 2022–23   | Виннипег Джетс | НХЛ       | 51  | 8  | 22 | 30  | 16 | —  | — | — | —  | — |
| 2023–24   | Виннипег Джетс | НХЛ       | 71  | 19 | 19 | 38  | 12 | 1  | 0 | 0 | 0  | 0 |
| Всего НХЛ | Всего НХЛ      | Всего НХЛ | 140 | 29 | 46 | 75  | 28 | 1  | 0 | 0 | 0  | 0 |

### Международная
| Год                                    | Сборная                                | Турнир                                 | Место                                  |                                        | И  | Г  | П  | О  | Штр |
| -------------------------------------- | -------------------------------------- | -------------------------------------- | -------------------------------------- | -------------------------------------- | -- | -- | -- | -- | --- |
| 2018                                   | Канада (белые)                         | U17                                    | 6-е                                    | 5                                      | 2  | 7  | 9  | 4  |     |
| 2019                                   | Канада (юниор.)                        | HG18                                   | 2                                      | 5                                      | 8  | 4  | 12 | 2  |     |
| 2021                                   | Канада (мол.)                          | МЧМ (до 20)                            | 2                                      | 7                                      | 2  | 4  | 6  | 2  |     |
| 2021                                   | Канада                                 | ЧМ                                     | 1                                      | 10                                     | 2  | 0  | 2  | 4  |     |
| Всего на юниорском и молодежном уровне | Всего на юниорском и молодежном уровне | Всего на юниорском и молодежном уровне | Всего на юниорском и молодежном уровне | Всего на юниорском и молодежном уровне | 17 | 12 | 15 | 27 | 8   |
| Всего за сборную Канады                | Всего за сборную Канады                | Всего за сборную Канады                | Всего за сборную Канады                | Всего за сборную Канады                | 10 | 2  | 0  | 2  | 4   |